# Монастырь Ноннесетер
Монастырь Ноннесетер (норв. Nonneseter kloster i Oslo) — бывший бенедиктинский женский монастырём, который располагался в Осло, Норвегия.

## История
Монастырь Ноннесетер впервые упоминается в 1161 году, но был основан раньше, возможно, за несколько десятилетий до этой даты. Он был построен в честь Девы Марии. Община быстро богатела под руководством влиятельных настоятельниц из славнейших семейств страны. Может быть, благодаря именно этому обстоятельству участь монастыря во время Реформации была менее тяжелой, чем у многих других монастырских общин, так как монашкам было позволено оставаться в обители ещё несколько десятилетий — до конца XVI века. Но в 1547 году монастырь попал в чужие руки, и с этого момента здания начали разрушаться. В 1616 году стены бывшей монастырской церкви были использованы как источник строительного камня для нового здания муниципалитета.

## Упоминания в литературе
Монастырь Ноннесетер служит местом действия в первой части трилогии Сигрид Унсет «Кристин, дочь Лавранса».